# South Dublin Bay SAC
South Dublin Bay SAC este o arie protejată (arie specială de conservare — SAC, sit de importanță comunitară — SCI) din Irlanda întinsă pe o suprafață de 733,42 ha, integral pe uscat.

## Localizare
Centrul sitului South Dublin Bay SAC este situat la coordonatele 53°19′25″N 6°11′16″W / 53.323523°N 6.187783°V.

## Înființare
Situl South Dublin Bay SAC a fost declarat sit de importanță comunitară în ianuarie 2000 pentru a proteja 12 specii de animale. Situl a fost protejat și ca arie specială de conservare în octombrie 2019.

## Biodiversitate
Situată în ecoregiunea atlantică, aria protejată conține 4 habitate naturale: Terase mlăștinoase și terase nisipoase neacoperite de apă la reflux, Vegetație anuală la limita mareei, Salicornia și alte specii anuale care populează regiunile mlăștinoase și nisipoase, Dune mobile cu vegetație embrionară.
La baza desemnării sitului se află mai multe specii protejate de  păsări (12): pietruș (Arenaria interpres), Branta bernicla, Calidris alba, fugaci de țărm (Calidris alpina), Calidris canutus, prundaș gulerat mare (Charadrius hiaticula), scoicar (Haematopus ostralegus), sitar de mal nordic (Limosa lapponica), Sterna dougallii, chiră de baltă (Sterna hirundo), Sterna paradisaea, fluierarul cu picioare roșii (Tringa totanus).